# János Neu
János Neu, noto anche come Giovanni Neu (Budapest, 4 settembre 1908 – Aosta, 13 gennaio 1993), è stato un calciatore, dirigente sportivo e allenatore di calcio ungherese.

## Carriera
Milita come calciatore nel MTK Hungaria e nel Budai 11. Viene anche convocato in alcune occasioni nella Nazionale ungherese, pur senza scendere mai in campo.
Smessi i panni del calciatore, nel 1934 esordisce come allenatore segnalandosi come tecnico più attento al lato umano che a quello strettamente tattico. Si trasferisce in Grecia, dove allena il Kavala e poi passa come direttore tecnico all'Aris Salonicco, con cui arriva in finale di Coppa di Grecia nel 1940.
Dopo la Seconda Guerra Mondiale entra nei quadri dirigenziali del MTK e si diploma in educazione fisica alla Scuola Superiore di Budapest. Nel 1948 lascia l'Ungheria e dopo un breve periodo in Austria nel 1949 si trasferisce in Italia, chiamato a collaborare con il Torino dal connazionale Egri Erbstein. Dopo la Tragedia di Superga passa al Treviso nella Serie C 1949-1950, venendo esonerato a favore di Antonio Bisigato con la squadra al sesto posto in classifica ma ancora in lotta per la promozione in Serie B, che arriverà sotto il suo successore. Nel gennaio 1951 subentra a Bruno Barbieri sulla panchina del Piacenza e dall'anno successivo allena l'Aosta, entrambe in Serie C. Nel capoluogo valdostano rimane fino al 1954, quando si trasferisce sulla panchina della Pro Vercelli, in IV Serie. Nell'aprile 1955 rassegna le dimissioni per contrasti con la dirigenza, ma viene riconfermato alla guida della squadra . Allena le bianche casacche per due stagioni, sfiorando in entrambe la promozione in Serie C.
Nel marzo 1957 affianca Vincenzo Coltella come direttore tecnico sulla panchina dell'Ivrea.
Terminata l'attività calcistica si stabilisce definitivamente in Valle d'Aosta, restando sempre nell'orbita societaria dell'Aosta come dirigente.

## Palmarès

### Allenatore

#### Competizioni nazionali
- IV Serie: 1

Aosta: 1953-1954